# Emoia nigra
Emoia nigra — вид сцинкоподібних ящірок родини сцинкових (Scincidae). Мешкає в Океанії.

## Поширення і екологія
Emoia nigra мешкають на Соломонових островах, зокрема на острові Бугенвіль, на островах Банкс, Торрес, Амбае, Еспіриту-Санто, Маево і Пентекост в архіпелазі Нові Гебриди, на Фіджі, Тонзі та на островах архіпелагу Самоа. Вони живуть у первинних і вторинних вологих тропічних лісах та в садах, поблизу людських поселень. Зустрічаються на висоті до 500 м над рівнем моря.

## Збереження
МСОП класифікує цей вид як такий, що не потребує особливих заходів зі збереження. На деяких островах Фіджі, зокрема на Віті-Леву і Вануа-Леву, вид був знищений внаслідок хижацтва з боку інтродукованих мангустів.